# 克魯普西克 (佐洛托諾沙區)
49°42′13″N 32°12′49″E / 49.70361°N 32.21361°E
克魯普西克（烏克蘭語：Крупське），是位於烏克蘭中部切爾卡瑟州裏佐洛托諾沙區的村莊，始建於1640年，面積2.13平方公里，海拔高度111米，2001年人口644，人口密度每平方公里302.3人。